# République de Martyazo
1972–1972
La république de Martyazo était un état sécessionniste proclamé par des rebelles Hutu au Burundi début mai 1972 à Vyanda, pendant les violences interethniques dans l'intention de créer une base politique,. Au début, le Martyazo est situé dans la commune de Vugizo (en), entre Makamba et Nyanza-Lac. Toutefois, il ne tarde pas à gagner du terrain aux alentours, atteignant même la frontière avec la Tanzanie. Quelques jours après la proclamation du Martyazo, les armées du gouvernement de Michel Micombero occupent la région et mettent fin à la rébellion ainsi qu'à l'existence du Martyazo. Le nombre de personnes mortes dans la rébellion est estimé entre 800 et 1 200.
Les universitaires décrivent cet ancien État comme « mystérieux » et « éphémère » à cause du manque d'informations fiables à son sujet. L'État ayant tenu à peine plus d'une semaine, il n'avait aucune organisation gouvernementale formelle.
La proclamation de cet État fait partie des évènements déclencheurs d'une vaste campagne de répression et d'exécutions : l'Ikiza.